# Nieuw-Rotterdam

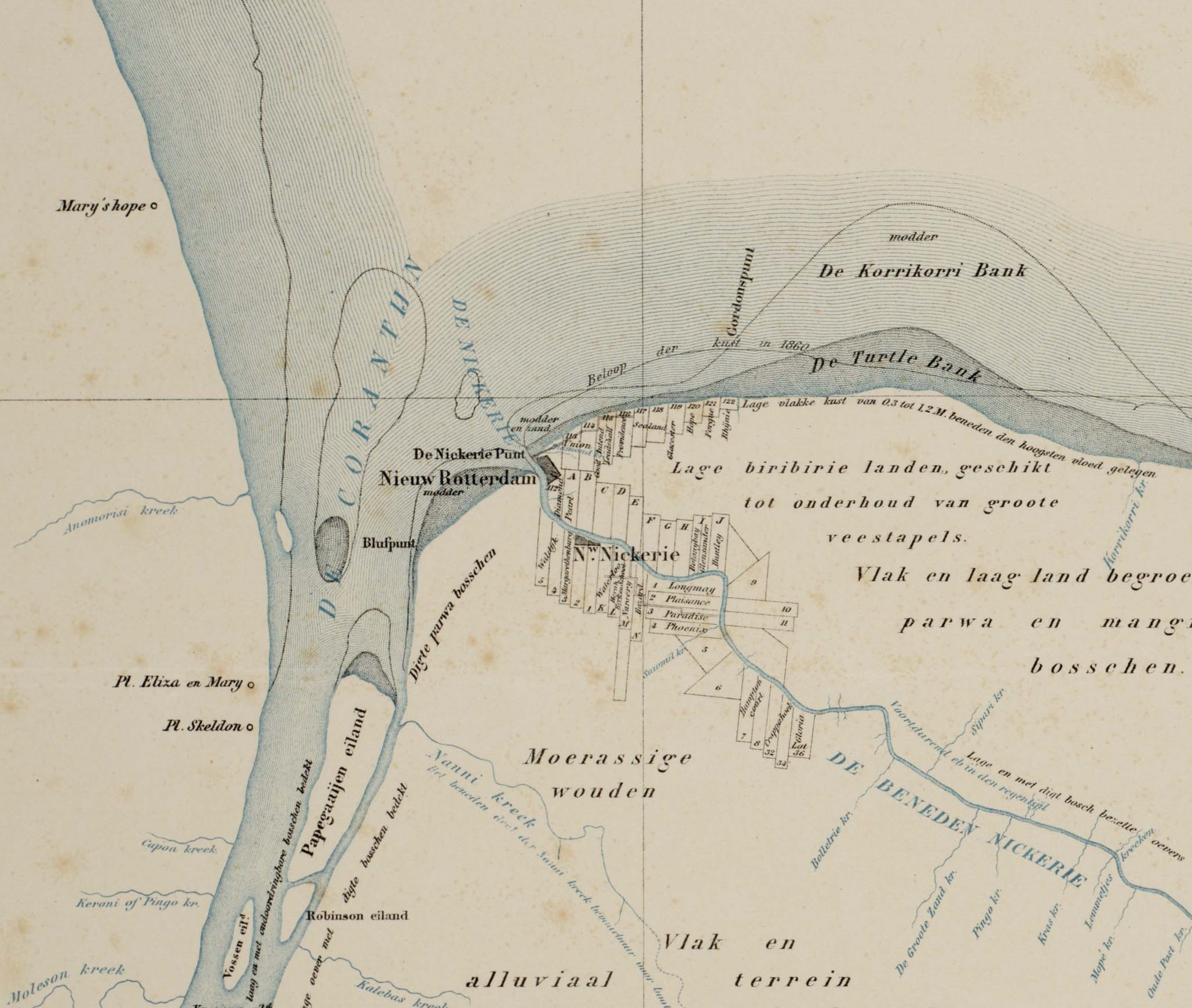
Kartenausschnitt mit Nieuw-Rotterdam

Nieuw-Rotterdam war der ehemalige Hauptort im heutigen Distrikt Nickerie in Suriname. Er befand sich am rechten Ufer im Mündungsbereich des Nickerie Flusses. Flächenhafte Erosion durch Meeresbrandung und Sturmfluten sorgten dafür, dass der Ort im Jahre 1870 aufgegeben werden musste.

## Geschichte
Um 1820 wurde hier die erste Siedlung unter dem Namen Nickerie-Punt oder De Punt gegründet. Der Ort lag auf einem schmalen Landstreifen zwischen dem Fluss und dem Atlantischen Ozean. Nach 1850 begann vor allem durch Handel – auch Schmuggelhandel – mit Britisch-Guayana die Blütezeit des Ortes. Er wurde erweitert und erhielt den Namen Nieuw-Rotterdam. Die Erweiterung erfolgte durch den Bau zweier Straßen, darunter die Kerkstraat, die von Süden nach Norden verlief und am Kirchturm endete. Es gab mehrere öffentliche Gebäude, einen befestigten Militärposten und Kasernen.
Ab 1863 wurden starke Küstenerosionen zu einer immer größeren Bedrohung für den Ort, er musste 1870 aufgegeben werden und wurde südlich, weiter landeinwärts als Nieuwe Wijk neu angelegt. Aber das Meer bedrohte auch diese neue Siedlung.
Der Standort musste erneut verlegt werden und im Jahre 1879 wurde am linken Ufer des Nickerie, weiter von der Mündung entfernt das heutige Nieuw-Nickerie gegründet.